# Neopositivisme
El neopositivisme és la visió filosòfica nascuda de l'empirisme modern en l'experiència del Cercle de Viena, els membres més representatius, durant les persecucions antisemites a Europa, van emigrar als Estats Units i a Anglaterra, on van desenvolupar les seves idees.
És característica del neopositivisme la reducció de la filosofia a l'anàlisi del llenguatge, pres tant de la ciència com de la vida comuna de l'home. La doble realitat del llenguatge produeix els dos corrents del neopositivisme, com a filosofia del llenguatge científic i del llenguatge comú. Les dues depenen del principi dogmàtic que Ludwig Wittgenstein va codificar en el seu Tractat logicofilosòfic, és a dir, que les afirmacions fetes sobre les realitats existents només tenen sentit si es prova la seva verificabilitat, l'única excepció a aquest principi es refereix a alguna d'aquestes afirmacions: les declaracions logicomatemàtiques (matemàtiques) que no poden verificar-se, però que gaudeixen de veracitat en tant que els seus termes de base són veritables.
Aquesta és una forma de tautologia científica. D'aquí la negació que fa el neopositivisme de les veritats metafísiques: no tenen cap significat, en tant que no poden sotmetre's a cap verificació empírica. El corrent de la filosofia del llenguatge científic, que segueix a R. Carnap i a H. Reichenbach, desenvolupa sobretot la metodologia de la ciència quantística, probabilista, de la física i de la matemàtica. Hi conflueix també la lògica matemàtica contemporània, sobretot el corrent de la lògica formal, que considera els axiomes com les afirmacions de fons de les quals la matemàtica pot treure les deduccions lògiques. L'altre corrent, dedicat a l'anàlisi del llenguatge comú, i que segueix a Popper, Ayer i altres, considera en canvi el llenguatge com un joc les regles intrínseques del qual cal captar degudament (Ludwig Wittgenstein).
L'hermenèutica del llenguatge consisteix precisament en l'ús que se'n fa. A partir d'aquesta afirmació es dedueix que, per comprendre el que el llenguatge comú afirma sobre una realitat, no hi ha cap necessitat de tenir en compte que aquesta realitat sigui realment existent en sentit substancial. Per tant, el món de l'experiència queda plenament identificat amb l'escala dels significats propis del llenguatge comú.